# Hans Wap
Hans Melchior (Hans) Wap (Rotterdam, 18 juli 1943) is een Nederlands beeldend kunstenaar, actief als zeefdrukker, vervaardiger van houtsnedes, grafisch ontwerper, illustrator, wandschilder, tekenaar, schilder, dichter, en vervaardiger van gouaches.

## Levensloop
Wap volgde een opleiding aan de Academie voor Beeldende Kunsten te Rotterdam van 1963 tot en met 1965, en vestigde zich nadien als beeldend kunstenaar in Rotterdam.
Hans Wap werkte nauw samen met het Scapino Ballet in Rotterdam, waarvoor hij begin jaren 1990 enige decors ontwierp.
Wap maakt zowel figuratief als surrealisch werk, en staat bekend om zijn veelzijdigheid.

## Publicaties
- Ton den Boon. Hans Wap in Mesdag. Gastatelier 3: 15 april 2005 - 15 oktober 2005. 2005.
- Hans Wap, Tsead Bruinja. Schroot: Hans Wap, lino's en 30 dichters. 2014.
- Hans Wap, De man zonder haast: gedichten, 2016.

## Exposities, een selectie
- 1973. World Print Competition, San Francisco Museum of Art. Groepsexpositie met ook werk van Sjoerd Bakker uit Amsterdam en Ton van Os.[4]
- 1991. Hans Wap, Galerie 'De Studio, Rotterdam.[5]
- 1991. Energeia, 9 visies op energie. Stedelijk Museum Schiedam.[6] Groepsexpositie met o.a. Christie van der Haak, Bert Vredegoor, Anton Vrede, en Jeroen Henneman.[7]
- 1994. Opzoomerdag, Rotterdam.[8]